# Malte Beermann
Malte Beermann (* 31. März 1992 in Ostercappeln) ist ein deutscher Fußballspieler.

## Karriere

### Im Verein
Beermann spielte seit Sommer 2006 im Nachwuchs des SV Werder Bremen, zumeist als zentraler Mittelfeldspieler, kam aber auch im Sturm zum Einsatz. Am 21. August 2010 stand Beermann erstmals im Kader der zweiten Mannschaft (U23) bei einem Spiel in der dritten Liga, ohne dabei zum Einsatz zu kommen. Zur Saison 2011/12 rückte er fest in die zweite Mannschaft auf. Sein Profiliga-Debüt bestritt er daraufhin am 5. Mai 2012, am letzten Spieltag der Saison, als er bei der 0:1-Niederlage gegen Arminia Bielefeld in der 67. Spielminute für Florian Nagel eingewechselt wurde. Nach der Spielzeit verließ Beermann die Bremer nach Auslaufen seines Vertrages und schloss sich dem Regionalligisten BV Cloppenburg an. Nach zwei Jahren wechselte Beermann zum Regionalligaaufsteiger SV Rödinghausen. 2016 verließ er den Verein und schloss sich dem niedersächsischen Landesligisten Blau-Weiß Lohne an. In den folgenden Jahren stieg er mit dem Verein zunächst 2020 in die Oberliga und von dort 2022 in die Regionalliga auf.

## Sonstiges
Sein älterer Bruder Timo ist ebenfalls Fußballprofi.